# Khusraw Xah
Khusraw Xah (apareix com a Khosro, Khusro o Khusrau Shah) fou un amir dels timúrides de Samarcanda, un turc dels quiptxaqs.

## Joventut
Va servir als begs tarkhans dels que fou un catamita (un jove al servei d'un pederasta); després va servir a Mazid Beg Tarkhan Arghun que el va afavorir tant com va poder. Després de la derrota d'Abu Saïd a l'Azerbaidjan davant els aq qoyunlu, el 1468, el 1469 va servir al seu fill Sultan Mahmud Mirza al Khurasan i després a Hisor; llavors la seva horda era d'uns cinc o sis mil membres. Badakhxan i totes les terres al sud de l'Amudarià fins a l'Hindu Kush depenien d'ell vers 1480. Malgastava els diners i emprava tots els ingressos del seu govern. A la mort de Mahmud disposava de 20.000 homes però havia gastat tot el tresor.

## Ascens
A la mort de Sultan Mahmud Mirza el gener del 1495, l'emir Khusraw Shah, que ja havia esdevingut l'home més influent a l'estat, es va apoderar de part del tresor. Quan es va saber el poble de Samarcanda va sortir al carrer així com els soldats i es va produir un tumult. L'emir Ahmad Hajji Beg i els begs tarkhanis van sufocar l'aldarull i van escortar a Khusraw fora de la ciutat cap a Hisor (on exercia el govern de Kunduz). El govern de Hisor havia estat concedit pel pare un temps abans a Masud Sultan Mirza, mentre el seu germà Baysonghor Mirza rebia Bukharà; els dos prínceps havien estat enviats als seus governs i no havien tornat a Samarcanda ni hi eren presents a la mort de Mahmud. Els emirs de Samarcanda, després d'apartar Khusraw Shah, van acordar enviar a Baysonghor Mirza des de Bukharà a Samarcanda i posar-lo al tron. Així es va fer i Baysonghor fou proclamat als 18 anys. El seu germà Masud (que era el gran però considerat de caràcter més dèbil) conservava Hisor, i el seu cosí Baber governava a Andijan excepte a Khujand que se'n havia separat el 1494 passant a Sultan Ahmad Mirza (juny-juliol 1494), a Sultan Mahmud Mirza (juliol 1494 a gener 1495) i ara a Baysunkur.
L'hivern del 1495-1496 Husayn Baykara d'Herat va dirigir el seu exèrcit des del Khurasan contra Hisor i es va acostar a Tirmidh. Masud Sultan Mirza va reunir les seves forces i va marxar cap a Tirmidh. Khusrawu Shah va reunir la seva gent a Kunduz per ajudar a Masud i va enviar al seu germà Wali Beg; els dos exèrcits van romandre bona part de l'hivern una enfront de l'altra al riu, sense creuar-lo; Baykara va fer un habil moviment i va portar un contingent a l'altre costat i quan Masud ho va saber en lloc d'atacar als que havien creuat, es va retirar cap a Hisor, sense escoltar els consells de Wali. Baykara va creuar llavors el riu amb la resta del seu exèrcit i va enviar els seus fills Badi al-Zaman i Ibrahim Husayn Mirza, amb alguns emirs, contra Khusraw Shah; l'altra fill Muzaffar Husayn Mirza amb altres emirs contra el districte de Khutian i ell mateix va marxar contra Hisor. Masud no va jutjar prudent restar a la ciutat i se'n va anar a la vall del Kam Rud i via Saratak, es va reunir amb el seu germà Baysonghor a Samarcanda; Wali Beg va evacuar el districte de Khutian. Els amis van resistir a Hisor; un destacament atacat per Baykara va derrotar les forces d'aquest però Hisor va quedar assetjada; es van fer alguns assalts i el setge va durar dos mesos i mig. Mentre Badi al-Zaman fou sorprès per les forces de Khusraw Shah que va aconseguir la seva única gran victòria en la vida que li va portar milers de voluntaris als seus rangs; Badi al-Zaman es va retirar cap a les muntanyes Alghu de Taliqan. Khusraw Shah, que era a Kunduz, va enviar al seu germà Wali, per fustigar a la gent de Badi al-Zaman. Mentre Baykara romania a la rodalia d'Hisor; va agafar a Bega Begum, filla de Sultan Mahmud Mirza, i la va casar amb el seu fill Haydar Mirza. Llavors es va retirar d'Hisor i es va dirigir a Kunduz on també va assetjar la ciutat. Finalment, per la mediació de Badi al-Zaman es va acordar la pau, es van bescanviar presoners i Baykara i els seus es van retirar. L'atac contra Khusraw Shah havia fracassat de fet.
Després de la derrota de Baysonghor Mirza a Bukharà contra Ali Sultan Mirza (1496), el seu germà Masud Sultan Mirza i el seu beg Khusraw Shah (passada l'amenaça de Husayn Baykara que ja s'havia retirat a Xahrisabz) van decidir atacar Samarcanda (a la que Masud tenia dret per ser el germà gran). També Baber d'Andijan aspirava a dominar la prestigiosa ciutat. Amb l'habitual suport del seu germà Wali Beg, les forces de Khusraw Shah, al servei de Masud, van assetjar Samarcanda, mentre Baber també marxava contra la ciutat que era alhora atacada per Ali Sultan Mirza. Durant les operacions que van durar entre tres i quatre mesos, Ali Sultan va enviar a Khwaja Yahya a oferir a Baber un acord de pau; Baber es va retirar i Ali Sultan va fer el mateix; com que s'acostava l'hivern i a Samarcanda no hi havia escassedat, Baber va decidir retornar a Andijan i Ali Sultan va tornar a Bukharà. Masud Sultan, que a més de Samarcanda volia a la filla de Shaykh Abd Allah Barlas, la va aconseguir i llavors també va tornar a Hisor.
L'estiu de 1497 una revolta de Badi al-Zaman a Balkh, amb el seu atac a Herat, havia estat derrotada i el rebel es va refugiar amb Khusraw Shah a Kunduz; aquest havia anat augmentant el conflicte amb Masud i una vegada amb Badi al-Zaman al seu costat, va enviar a aquest, al seu germà Wali Beg i a un tercer germà de nom Baki Beg, contra Hisor; prop de la ciutat es van produir els primers xocs; després d'uns dies d'enfrontaments es va ajustar una fràgil pau i la gent de Khusraw es va retirar. Badi al-Zaman va obtenir llavors els serveis de Dhu l-Nun Arghun i el seu fill Shuja que ocupaven les muntanyes de Kandahar i Zamindawar.
Baber va entrar a Samarcanda (en una data no precisada de novembre (després d'un setge de set mesos). Baysonghor Mirza, amb 200 o 300 homes, va fugir cap a la ciutat de Turkestan (Yasi) i després cap a Kunduz amb Khusraw Shah. Quan era prop de Tirmidh fou atacat pel governador d'aquesta (per compte de Masud) Sayyid Husayn Akbar (parent i confident de Masud); Baysonghor va poder passar el riu i fugir. Quan va arribar a Kunduz fou ben rebut per Khusraw.
Khusraw Shah acompanyat de Baysonghor, va sortir a la primavera de 1498 de Kunduz cap a Caghaniyan; va enviar un missatge a Hisor per a Masud Mirza en què li demanava que anés a prendre Samarcanda i que si ho aconseguia governaria allí i un altre membre de la dinastia hauria d'agafar el tron a Hisor; precisament en aquell moment Masud estava en mala posició davant els begs d'Hisor perquè havia concedit massa favors a Shaykh Abd Allah Barlas, que era el seu sogre i li havia donat el districte de Khuttal o Khuttalan i altres concessions; molts begs van deixar el seu servei. veient a Khusraw com un aliat, Masud no el va temer i així el beg va poder ocupar el Caghaniyan, rodejar Hisor i derrotar a la guarnició, entrant a la ciutat. Masud va fugir a Khuttal amb el seu sogre; pel camí va travessar el riu Aubaj i es va presentar als dominis d'Husayn Baykara (a la zona de Balkh). Mentre Khusraw Shah va decidir posar a Baysonghor al tron d'Hisor, i va concedir el Khuttal al seu germà Wali Beg. Al cap d'uns dies es va dirigir a Balkh on Ibrahim Husayn Mirza que era el seu governador (fill de Husayn Baykara d'Herat), romania amb diversos begs del seu pare. Khusraw i Baysonghor van iniciar el setge que no va aconseguir res. Mentre Wali Beg anava a assetjar Shabarghan i assolava la regió, però no va poder establir un setge regular i es va haver de conformar amb els saquejos dels pobles propers capturant 100.000 ovelles i 3.000 camells.
Masud Sultan Mirza va arribar a Herat amb el seu seguici al mateix moment que una força que venia d'Astarabad (on el fill de Baykara, Muhammad Husayn Mirza havia estat deposat) i la presència d'aquestos dos contingents va frustrar un atac sorpresa a Herat de Badi al-Zaman i el beg Arghun Khan, que davant d'aquestes forces es van haver de retirar cuita corrent. Masud fou ben rebut per Husayn Baykara (del qual era el seu gendre), però al cap de poc temps, a instigació del beg Baqi, va marxar sense demanar autorització i es va presentar a Khusraw Shah amb el qual havia iniciat negociacions secretes. Aquest per la seva banda ja tenia a la seva virtual cort de Kunduz a Baysonghor Mirza (antic sultà de Samarcanda) i darrerament a Miran Shah Mirza, fill d'Ulugh Beg II de Kabul (que s'havia revoltat contra el seu pare sense èxit amb suport dels hazares, però havia acabat expulsat per aquestos pels "seus actes immoderats"). Alguns aconsellaven a Khusraw Shah matar als tres prínceps timúrides i llegir la khutba en nom propi, però Khusraw no ho considerava factible encara; però si que va optar per eliminar un rival potencial fent cegar a Masud. Aquest, després de patir el turment, fou portat a Xahrisabz per alguns servidors i van intentar que fos acollit pel seu germà Ali Sultan Mirza de Samarcanda, però com que el clan d'Ali Sultan esdevenia amenaçador, van haver de fugir creuant el riu Aubaj i retornant amb Husayn Baykara d'Herat. Després Khusraw va enviar a Baysonghor a Hisor com a sultà i a Miran Shah Mirza el va enviar a Barman amb Sayyid Qasim per ajudar-lo.	
Khusraw Shah havia planejat atacar altre cop Balkh el 1499 i va convidar a Baysonghor d'Hisor a acompanyar-lo. Quan van arribar al ferri del riu Aubaj, que havia planejat finalment assolir la sobirania, va atacar a Baysonghor i el va matar (17 d'agost de 1499) matant també als seus fidels.

## Lluita contra els uzbeks
Durant quatre anys va governar com a sobirà. Llavors Muhàmmad Xibani es va dirigir a Transoxiana (octubre o novembre de 1503), on Khosraw Shah s'havia apoderat d'Hisor, Khatlan, Kunduz i Badakhxan i va fer una ràtzia als seus dominis marxant llavors cap a Balkh governada per Badi al-Zaman fill de Mirza Husayn Baykara d'Herat; va assetjar Balkh durant l'hivern sense èxit i després va retornar a Samarcanda; tot seguit va atacar (1504) Andijan on governava el seu antic protegit Sultan Ahmad Tambal o Tambol. Quan Xibani va arribar a Marghinan, Tambol es va retirar cap a Andijan amb dos mil homes. El setge d'aquesta va durar 40 dies; llavors se li va unir Muhammed Hussein Doghlat d'Ura Tepe (Muhammad Husayn Mirza?), el pare de l'historiador Haydar, que era el seu germà de llet i havia estat expulsat feia poc de Hisssar per Khosraw, que va recomanar a Tambol de rendir-se; aquest va acceptar i es va rendir amb els seus germans, i només sortir foren executats pels uzbeks. Andijan no obstant no fou saquejada per orde de Xibani, que tot seguit es va establir a Samarcanda. Taixkent fou cedida als seus oncles paterns Kotxkunju i Siyunish i el seu cosí Janibeg Sultan fou nomenat governador d'Andijan. Mahmud Sultan, germà de Xibani, va rebre el govern de Bukharà, i l'emir Yakub fou nomenat darugha (governador) de Xahrukhia.
Va preparar llavors l'atac a Hissar i Khosraw va abandonar la ciutat sense lluita (1504) i va fugir dels seus territoris. El seu oficial Shirim Chihrih, va resistir de manera valenta a Hissar, però es va acabar rendint obtenint termes de rendició honorables. Xibani va enviar al seu germà Mahmud Sultan contra Kunduz, la principal fortalesa del territori, on Khosraw havia emmagatzemat provisions per resistir un setge de 20 anys. Khosraw igualment la va abandonar cuita corrent (1504) i la ciutat es va rendir; el seu govern fou donat a Hamza Sultan, mentre el govern de Caghaniyan, era concedit a Mehdi Sultan. Després Xibani va tornar a Samarcanda; abans d'arribar va saber la mort del seu germà Mahmud Sultan a Kunduz. Xibani va retornar a Kunduz i després d'una hora de pregària va dir "Millor que s'hagi mort; la gent deia que el meu poder depenia d'ell i així es veurà que Xibani no depèn de cap home". Després va retornar a Samarcanda.

## Mort
Amb uns centenars d'homes, Khusraw Shah va vagar com a mercenari per les estepes. Quan Xibani va començar a assetjar Urgendj o Khivà, la capital de Coràsmia, la ciutat va demanar ajut a Khusraw.. El governador Chin Sufi la va defensar durant deu o onze mesos, però quan Khusraw anava cap allí fou capturat i executat junt amb 700 dels seus seguidors.